# Reguenga
Reguenga ist eine Gemeinde im Norden Portugals.
Reguenga gehört zum Kreis Santo Tirso im Distrikt Porto, besitzt eine Fläche von 5,0 km² und hat 1427 Einwohner (Stand 19. April 2021).